# Burg Rauschenberg (Hessen)
Die Burg Rauschenberg, auch Schloss Rauschenberg genannt, ist die Ruine einer mittelalterlichen Höhenburg auf rund 324 m ü. NHN auf einem Gipfel oberhalb der Stadt Rauschenberg im hessischen Landkreis Marburg-Biedenkopf.

## Geschichte
Die Burg wurde vermutlich im 11./12. Jahrhundert im Auftrag der Abtei Fulda erbaut. 1219 wurde die Burg erstmals erwähnt, als sie durch den Fritzlarer Domherren Conrad von Rauschenberg zumindest verwaltet wurde, der dort wohl Burgmann war. Burg und Ort waren Sitz des Ziegenhainer Amts Rauschenberg und zeitweise auch Witwensitz Ziegenhainer Grafenwitwen. Nach dem Tode der Ziegenhainer Grafen Gottfried IV. († 1250) in Nidda und Berthold I. († 1258) in Ziegenhain kam es 1258 zum Erbschaftsstreit zwischen deren Söhnen. Dies führte noch im Jahre 1258 zur formellen Teilung der beiden Grafschaften und einem Gebietsaustausch, vermittelt u. a. durch Abt Heinrich IV. von Fulda, der zu dieser Zeit gleichzeitig auch Abt von Hersfeld und damit Lehnsherr der Ziegenhainer sowohl für Nidda als auch für Ziegenhain war. Die Burg Rauschenberg kam an Bertholds Sohn Gottfried V., dessen Witwe Hedwig von Castell († nach 1291) sich nach seinem Tod 1271 „Gräfin von Rauschenberg“ nannte. 1304 heiratete sie den Falkenstein-Münzenberger Grafen Philipp und die Hälfte der Burg kam daraufhin bis 1399 an Falkenstein-Münzenberg. 1434 wurde sie Ziegenhainer Lehen des Landgrafen Ludwig I. von Hessen. Nach 1450, als die Grafschaft Ziegenhain nach dem Tod des Grafen Johann II. dem hessischen Landgrafen als Erbe zufiel, wurde die Burg als Jagdschloss genutzt. Die Witwe des letzten Ziegenhainer Grafen, Elisabeth, hatte auf der ihr als Teil ihres Wittums verschriebenen Burg Wohnrecht auf Lebenszeit.

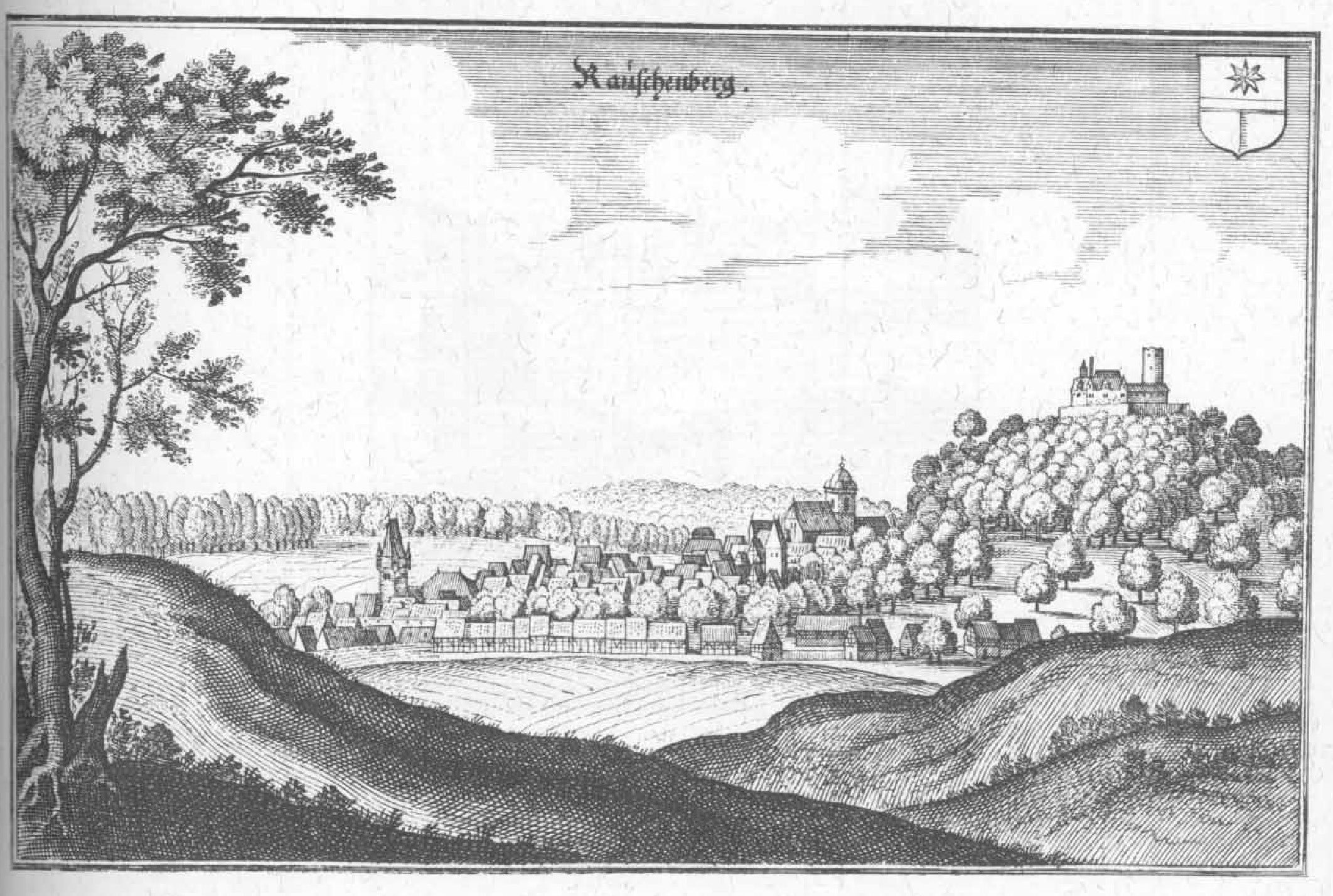
Burg und Ort in der Topographia Hassiae et regionum vicinarum von Merian

Bei Jagdunfällen starben dort 1478 der zweitälteste Sohn des Landgrafen Heinrich III. von Oberhessen, Ludwig III. im Alter von nur 17 Jahren und 1500 Ludwigs jüngerer Bruder, Wilhelm III., seit 1483 Nachfolger des Vaters in der Landgrafschaft Oberhessen.
Von 1594 bis 1597 wurde die Burg zum landgräflichen Schloss ausgebaut. 1639 schon durch die Schweden im Dreißigjährigen Krieg geplündert, wurde das Schloss 1646 auf Geheiß eines Hessen-Kasseler Obristen gesprengt. Die Trümmer wurden 1830 zum Teil abgetragen.

## Aussehen
Der ehemalige Bestand baute auf einer fast kreisförmigen Anlage auf, war aber von einer eckigen Ringmauer eingegrenzt. Ein Bergfried, mindestens zwei Hauptgebäude (Palas) und mehrere kleine Nebengebäude gehörten zum Kern der Burg. Nach der Zerstörung blieben nur noch Schuttkegelreste des Bergfrieds, Mauerteile eines wohl dreigeschossigen Wohnbaus mit verschiedenen Gewölberesten und ein tonnengewölbter Keller in Resten erhalten. Von den Umbauten zum Schloss sind keine sichtbaren Relikte vorhanden.

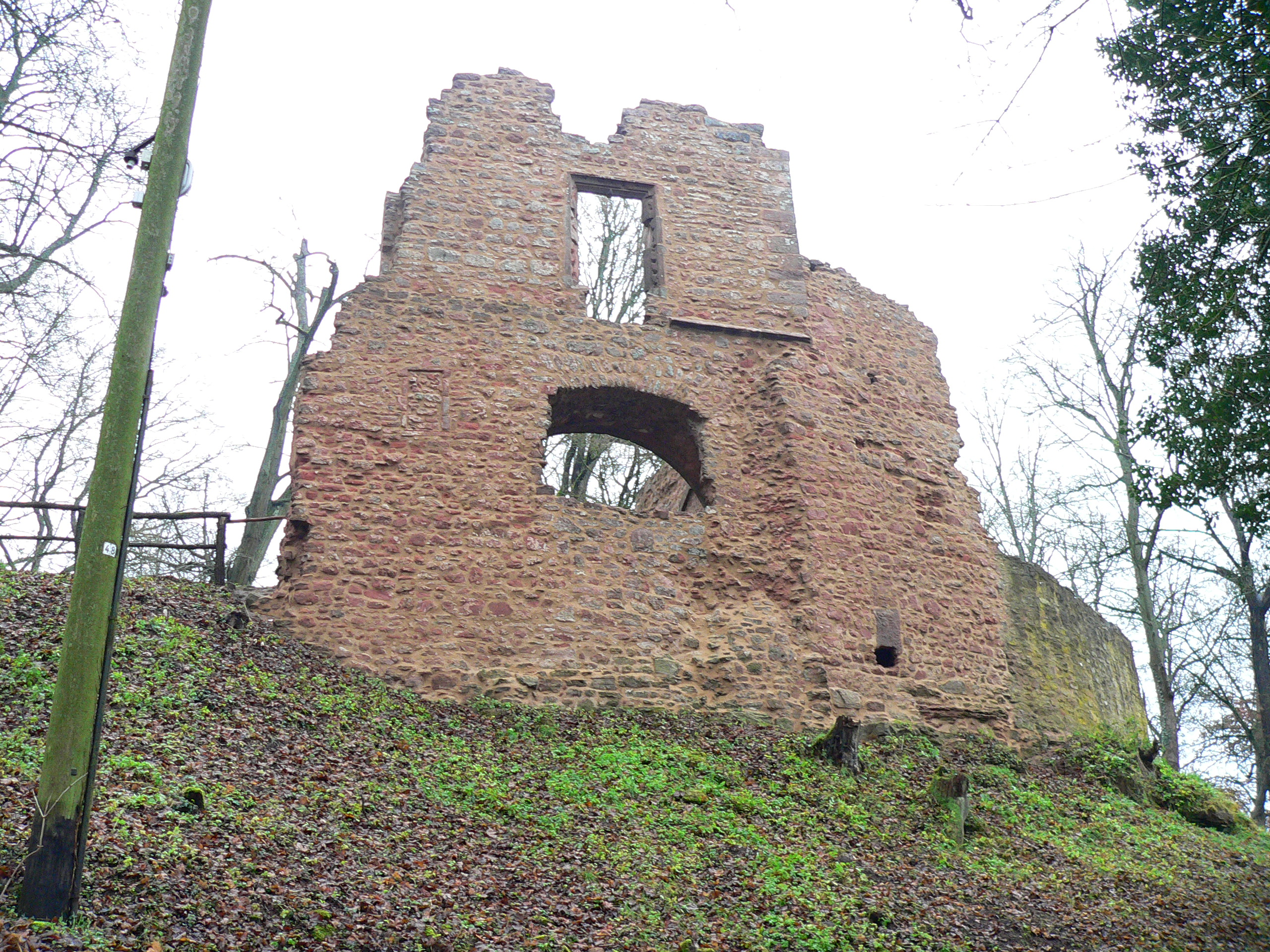
Talseite der Burg
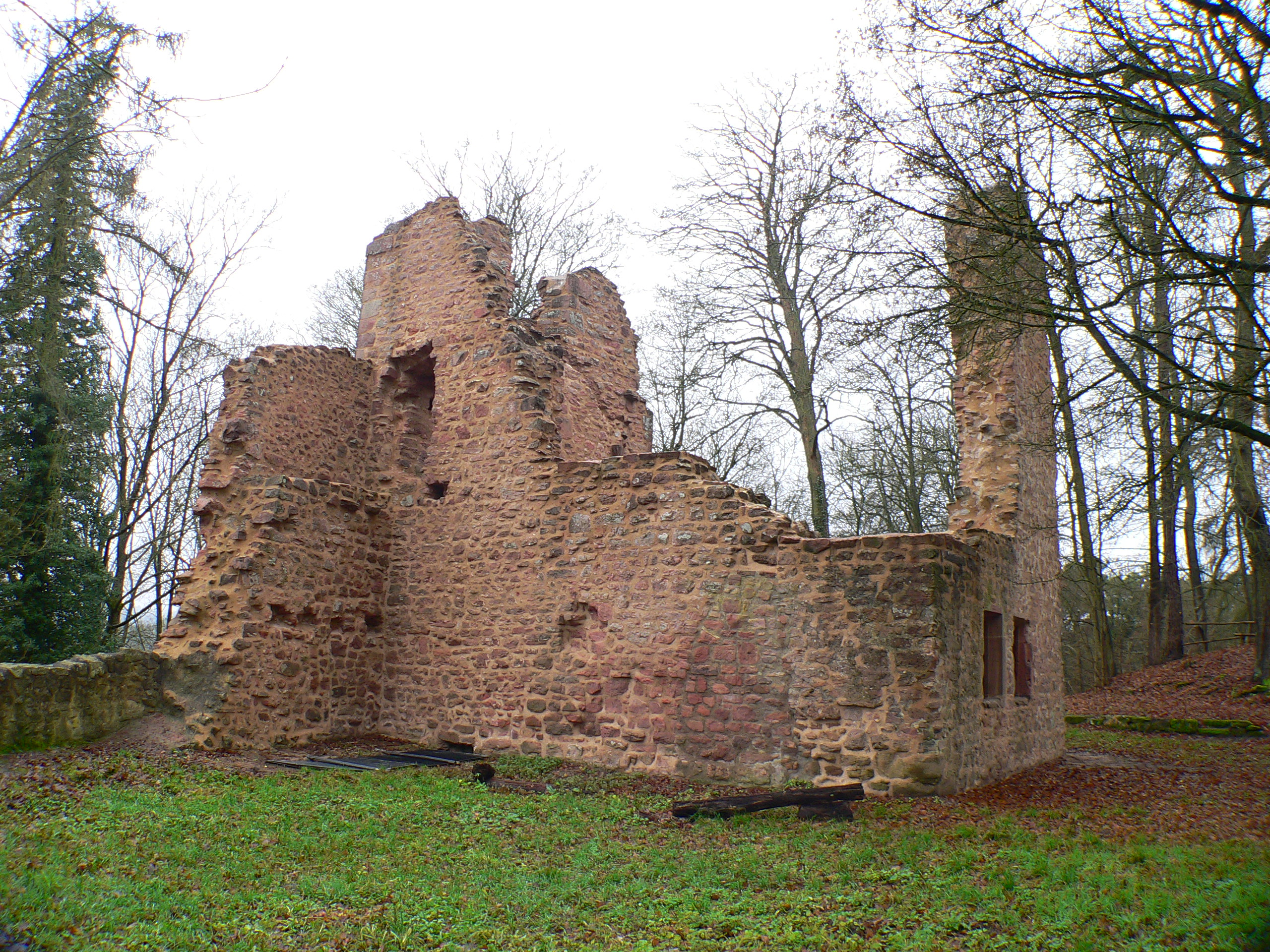
Hofseite (Plateau)